# Christoph Kapeller
Christoph Kapeller (* 29. Mai 1956 in Graz) ist ein österreichisch-US-amerikanischer Architekt. Er lebt und arbeitet in Los Angeles.

## Leben
1983 schloss Christoph Kapeller das Studium der Architektur an der Technischen Universität Graz mit dem Diplom, 1986 an der University of Southern California (USC) mit dem Master of Architecture ab.
Im Oktober 1989, nachdem sie 1989 den Ersten Preis bei dem internationalen Architekturwettbewerb für die Bibliotheca Alexandrina, die neue Bibliothek von Alexandria in Ägypten gewonnen hatten, gründete Christoph Kapeller mit den Norwegern Kjetil Thorsen, Øyvind Mo, Per Morten Josefson, Alf Haukeland, Martin Roubik, Johan Østengen und dem Amerikaner Craig Dykers, das norwegische Architekturbüro Snøhetta mit Hauptsitz in Oslo, Norwegen.
Während des Bibliothekprojekts in Alexandria verbrachte Christoph Kapeller insgesamt acht Jahre in Ägypten, um Design und Realisierung dieses weltberühmten Baus ($200 Millionen Baukosten) zu begleiten.
Seit seiner Übersiedelung nach Los Angeles hat sein Büro CK-Architecture, das er zusammen mit seiner Frau Adriana Kapeller leitet, zahlreiche Preise in internationalen Wettbewerben gewonnen - unter Anderen: 2002 Finalist in der Aomori Northern Housing Complex Competition, 2004 den Aga Khan Award for Architecture und Honorable Mention im Malama Learning Center Wettbewerb in Hawaii, 2005 den Urban Habitats Wettbewerb in Charlottesville.
Von 2003 bis 2013 war er Lecturer/Adjunct Assistant Professor an der University of Southern California (USC).
Neben seiner beruflichen Praxis hielt und hält er zahlreiche Vorträge und schreibt und veröffentlicht kritische Artikel über Architektur. Derzeit ist er Mitglied des American Institute of Architects (AIA) und Ziviltechniker mit dem Fachgebiet Architektur.
Zusätzlich zu seiner Architekturpraxis hat Christoph Kapeller seit 2002 zahlreiche Kunst- und Fotorgrafieprojekte entwickelt und ausgestellt - unter Anderen: 2009: Open Air Installation "Freeze Anchorage" in Anchorage, Alaska; 2011: Chendu Biennale; 2016:Yedoma, yedoma in der Group Show: "View from up Here" Anchorage Museum, Anchorage Alaska; 2020: Group Show: "Facing Fire"  California Museum for Photography, Riverside, California.

## Mitarbeit
in folgenden Architekturbüros:
- 1981–1983 Volker Gienke, Graz
- 1983–1984 Hubert Riess, Graz
- 1985   Agrest & Gandelsonas, New York City
- 1985–1986 Franklin D. Israel Design Associates, Los Angeles, California
- 1986–1987 De Bretteville and Polyzoides, Los Angeles, California
- 1987–1989 Albert C. Martin and Associates, Los Angeles, California
- 1989–2002 Partner und Director von Snøhetta in Oslo, Norwegen
- 2002 Gründung des eigenen Architekturbüros CK-ARCHITECTURE in Los Angeles, California

## Kulturbauten
- National Library of the Czech Republic (Competition). 2006.Prague, Czech Republic
- Pharmaka Art Gallery, 2005. Los Angeles, CA, USA (completed)
- Seoul Performing Arts Center (Competition), 2005. Seoul, Korea
- Bolzano Library Center (Competition). 2004, Bolzano, Italy: in Zusammenarbeit mit Alfred Bramberger Architects
- Complexe Culturel et Administratif de Montréal (Competition), 2002. Montréal, Québec Canada: in Zusammenarbeit mit Mitchell De Jarnett
- Memorial to Honor the Victims of the Attack on the Pentagon (Competition), 2002, Washington DC, USA: in Zusammenarbeit mit Lita Alberquerque
- The Great Egyptian Museum (Competition), 2002. Cairo, Egypt: in Zusammenarbeit mit Lita Alberquerque, Mitchell de Jarnett, David Nixon and Truls Ovrum
- The New Tomihiro Museum of Shi-Ga (Competition), 2002. Azuma, Japan
- Bibliotheca Alexandrina, the New Library of Alexandria, Egypt, 2001. Alexandria, Egypt** (completed) als Partner und Project Director für Snøhetta
- Lillehammer Olympic Art Museum, 1993, Lillehammer, Norway (completed) als Partner für Snøhetta

## Bildungseinrichtungen
- The Robert. H. Timme, FAIA Graduate Research Center, School of Architecture at the University of Southern California, 2006. Los Angeles, CA, USA (completed)
- Malama Learning Center (Competition), 2005. Oahu, Hawaii, USA: in Zusammenarbeit mit Mitchell de Jarnett und Thomas Spiegelhalter

## Einfamilienhäuser
- Private Library Addition, Hancock Park, 2005. Los Angeles, CA, USA (completed) in Zusammenarbeit mit Mitchell De Jarnett
- Hoeppl-Salmhofer Wohnhaus, 1995. Graz, Austria (completed)
- House K, 1993. Deutschlandsberg, Austria (completed)

## Restaurants, Bars, Hotels
- The Phoenix: Restaurant, Bar, 3rd Street, Los Angeles 2014 (completed)
- Paloma: Restaurant, Bar, Hollywood Blvd., Los Angeles 2016 (completed)
- Chateau Hanare: Restaurant, Bar, Sunset Boulevard, Los Angeles 2018 (completed)
- Taisho: Restaurant, Bar, Ventura Boulevard, Sherman Oaks (completed)
- Robata Jinya: Restaurant, Hollywood Blvd., Los Angeles (under construction)
- The Whisky Hotel, 132 room 7-story Hotel, Wilcox Ave., Los Angeles (under construction)

## Mehrfamilienwohnbauten
- Small Lots, Smart (Design Competition). 2006. Los Angeles, CA, USA.
- Urban Habitats (Competition), 2005. Charlotteville, VI, USA
- Aomori Northern Housing Complex (Competition-Finalist), 2002. Aomori, Japan: in Zusammenarbeit mit Matthias Köngsgen und Adriana Kapeller

## Realisierungen mit Wikipedia-Artikel
Als Gründungspartner des Architekturbüros Snøhetta
- 1989–2002 Bibliotheca Alexandrina als Chefdesigner und Projektleiter
- 2003–2008 Opernhaus Oslo (Competition only)

## Preise und Auszeichnungen
- 1978 Friedrich-Zotter-Gedächtnispreis
- 1986 Honorable Mention: Shinkenshiku International Residential Competition
- 1988 Honorable Mention: International Landscape and Architectural Competition for an Arboretum Masterplan at the University of Davis, California
- 1989 First Prize: International Competition for the Bibliotheca Alexandrina, The New Library of Alexandria, Egypt: in Zusammenarbeit mit Kjetil Thorsen, Øyvind Mo, Per Morten Josefson und Craig Dykers.
- 1990 First Prize: Lillehammer Olympic Art Museum, Lillehammer, Norwegen: als Partner des Architekturbüros Snøhetta
- 1993 Honorable Mention: SOS Aufbau Wettbewerb, Wien, Ṍsterreich
- 1996 First Prize: Norwegian Embassy, Berlin, Bundesrepublik Deutschland als Partner des Architekturbüros Snøhetta
- 2000 First Prize: International Competition for the New National Opera House in Oslo, Norwegen
- 2002 One of 7 Finalists: Aomori Northern Housing Complex, Aomori, Japan
- 2002 World Architecture Award for Africa and the Middle East, Berlin: Bibliotheca Alexandrina
- 2003 Meritorious Award: International Competition for the Malama Learning Center, Hawaii
- 2004 Aga Khan Award for Architecture für die Bibliotheca Alexandrina
- 2005 Honorable Mention: Urban Habitats Competition in Charlottesville, Virginia, USA
- 2009 Preis der Europäischen Union für zeitgenössische Architektur für das Opernhaus Oslo

## Kunstprojekte und Ausstellungsbeteiligungen
- 2009:  Freeze Anchorage, Installation: in Zusammenarbeit mit Lita Alberquerque, und Büro Happold
- 2011:  Chengdu Biennale: Video-Installation
- 2016:  View From Up Here: Anchorage Museum, Alaska
- 2018:  Lightbox Gallery, Astoria, Oregon
- 2019:  Lightbox Gallery, Astoria, Oregon
- 2020:  "Facing Fire" Gruppenausstellung: California Museum for Photography, Riverside California